# 万魔殿
万魔殿（拉丁語：Pseudomonarchia daemonum）是一本由拉丁语写成的书，书名直译为“伪恶魔王国”。该书列出了一份清单，系统地介绍了地狱中恶魔的等级、特征以及相应的招魂方法（时间、材料和咒语等）。

## 魍魉妖法
魍魉妖法第一次出现是1577年，它作为一篇特殊附录出现于医生約翰維耶爾的恶魔学研究作品邪魔异典第五版中。（该书第一次于1563年出版时标题是魍魉妖法与巫覡咒语，并自1567年被医生雅各格黑文翻译为五卷关于由恶魔，巫师及妖法带来的幻术之书）在十六世纪中后期，关于恶魔存在与巫师的问题引起了极大的争论。而这部由阿格里帕·冯·内特斯海姆的学生维耶尔的作品是对审判官海因里希·克雷默的作品女巫之槌（1487）的有力反击，并且维耶尔尝试性地在书中对被疑似巫术受害的精神病理与真正受到诅咒伤害的案例进行区分。维耶尔的作品一出品就被大量的抄写翻译。而在1580年，法国法学家让·博丹在他的作品附魔的巫师中以法学理由对维耶尔进行了谴责。